# ANNニュースイブニング静岡
『ANNニュースイブニング静岡』（エーエヌエヌ ニュースイブニングしずおか）は、1986年9月29日から1987年10月16日まで静岡県民放送（SKT、静岡けんみんテレビ。現・静岡朝日テレビ）で放送された夕方のニュース番組である。
この項では、前身の『ニュースイブニング5:30』についても触れる。

## 概要
1981年10月の改編で、開始時刻を17:30に繰り上げ、番組枠を30分に拡大し、『ニュースイブニング5:30』としてスタート。当時静岡県では、NHK静岡放送局（『きょうのしずおか』）、静岡放送（『SBSテレビ夕刊』）とテレビ静岡（『テレビ静岡ニュースプラザ』）が18時台に放送されていたが（静岡第一テレビはワイドニュース枠が当時無く、『NNN ジャストニュース』明けに5分間のローカルニュースがあった）、けんみんテレビは18時台前半をアニメ再放送枠に当てていたことから、他局よりも早い17:30スタートで県内ニュースを伝えていた。
その後、1986年9月29日から『ANNニュースレーダー』の「ネットワークニュース」ゾーンが18:00 - 18:20に前倒しされたことに伴い、途中にニュースレーダーを内包する形で17:30 - 18:25の『ANNニュースイブニング静岡』として再スタートを切り、同時にアニメ再放送枠を18:30 - 19:00とする全国でも珍しい編成を取った。番組はその後、テレビ朝日の夕方ワイドニュースの改編を受け、1987年10月16日放送分をもって終了した。平日夕方のニュース枠が19:20からの『ニュースシャトル』に移動することに伴い、全国枠の『ANNニュースレーダー』も終了した。なお、17:30 - 18:00のローカルニュース枠はその後、『けんみんテレビニュースアイ』とタイトルを変えて存続した。
1989年春にニュースシャトルが18時台に移動したため、ローカルニュースは『ニュースシャトル』と統合される形となり、番組名を『SKTニュースシャトル』に変更して17時台のローカルニュースは幕を閉じた。

## 放送時間

### ニュースイブニング5:30
- 月曜日 - 金曜日 17:30 - 18:00（1981年10月5日 - 1986年9月29日）

### ANNニュースイブニング静岡
- 月曜日 - 金曜日 17:30 - 18:25（1986年9月29日 - 1987年10月16日）

## 歴代キャスター
- 秋山修（当時SKTアナウンサー）
- 堀池和代（クロステレビから派遣）
- 相川香（当時SKTアナウンサー）

## 付記
- 大事故・大事件などでこの時間帯の編成を急遽変更して対応したことが数回あった。
- 『イブニング5:30』時代、フィリピン情勢の急変（1986年）を受け、番組内で対応した他、当時はアニメ再放送を挟んで別番組であった『ANNニュースレーダー』を前倒しし、ローカル枠であった18:00 - 18:25を急遽ネット、17:30 - 18:50という長時間編成を組んだ。
- 1986年11月の三原山噴火時、キー局のテレビ朝日が17:00から報道特別番組を急遽編成したことを受け、17:30からのローカルパートを急遽変更し、テレビ朝日の報道特番を部分ネットした。また、この影響を受けて編成を急遽変更。18時台後半のアニメ再放送を休止し、放送時間を18:55まで拡大（通常18:25終了）して対応（延長した時間帯でローカルニュースを伝えつつ、三原山の情報も随時挿入）した。ちなみに、ライバル他局は基本的に通常の枠内で対応していた。一例として、SKT同様に17時台後半にローカルニュース枠を編成していた静岡第一テレビは18時台前半のアニメ『トムとジェリー』を予定通り放送した。